# Operazione Meridian

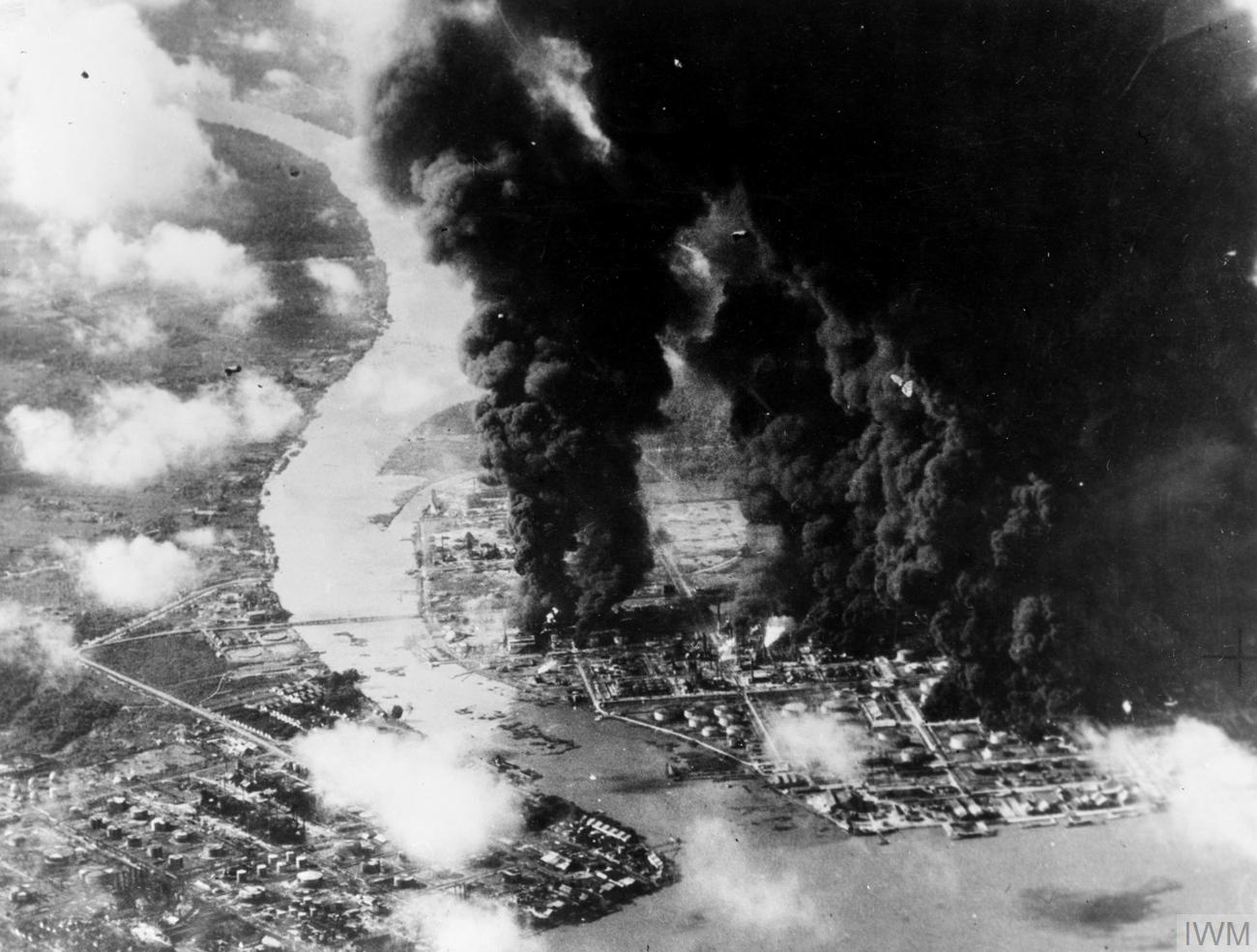
Raffinerie di petrolio giapponesi a Palembang in fiamme nel gennaio 1945, dopo i bombardamenti inglesi dell'Operazione Meridian.

L'operazione Meridian fu un'operazione militare svolta dalla flotta britannica del Pacifico durante la seconda guerra mondiale come parte di una serie di attacchi aerei, denominata operazione Outflank, diretta contro le raffinerie di petrolio situate sull'isola di Sumatra e al tempo controllate dall'esercito giapponese. L'operazione fu svolta in due fasi: Meridian One, condotta il 24 gennaio 1945, e Meridian Two, condotta il 29 gennaio. Come risultato, l'importante quantità di carburante per aeromobili che usciva dagli impianti di Palembang fu ridotta del settantacinque percento.

## Gli attacchi
Gli attacchi furono effettuati con velivoli appartenenti alla British Task Force 63, flotta di rotta verso Sydney, in Australia, dove si sarebbe unita alla flotta britannica nel Pacifico per fornire poi supporto all'invasione Alleata di Okinawa in quella che fu l'operazione Iceberg.
La Task Force 63 salpò quindi da Trincomalee, nell'isola di Ceylon, per dirigersi verso Sumatra il 13 gennaio 1945. Il 20 gennaio, la flotta si incontrò con la Task Force 69 in modo da effettuare un rifornimento in mare, cosa che avvenne non senza diverse difficoltà, dovute sia ai forti venti sia alle insidiose onde.
Proprio a causa delle cattive condizioni del tempo, il primo attacco, l'operazione Meridian One, un raid aereo sulla raffineria di petrolio di Pladjoe, a nord di Palembang, previsto per il 21 gennaio fu posticipato e la flotta dovette aspettare sull'isola di Enggano. L'attacco fu infine lanciato alle sei di mattina del 24 gennaio, quando un calo del vento rese i decolli meno pericolosi.
Quella mattina, dunque, 43 aerosiluranti Grumman Avenger (appartenenti agli squadroni 820, 849, 854 e 857), 12 caccia Fairey Firefly armati con bombe e 50 tra Grumman Hellcat, Vought Corsair, Supermarine Seafire presero il volo, avvicinandosi al bersaglio con il sole alle spalle e volando a quote comprese tra i 900 e i 2 700 m. Nonostante la presenza di palloni gonfiabili di sbarramento, l'attacco ebbe successo, ma le perdite furono più pesanti rispetto ai raid precedenti; ben 32, infatti, furono i velivoli persi a causa dell'azione nemica o di atterraggi disastrosi.
La flotta fece nuovamente rifornimento il 26 e 27 gennaio, stavolta con ancor maggiori difficoltà, dovute sia al maltempo sia all'inesperienza degli operatori, tanto che le navi cisterna subirono diversi danni, faticando a mantenere la posizione, e il rifornimento di carburante fu quantomeno insoddisfacente.
Il 29 gennaio ebbe luogo il secondo raid, l'operazione Meridian Two, un attacco diretto sulla raffineria di Soengei Gerong, a est di Palembang. Anche in questo caso l'attacco, partito con circa mezz'ora di ritardo sul previsto a causa delle scarsa visibilità, ebbe successo e le forze Alleate dichiararono di aver abbattuto 30 velivoli giapponesi in duelli aerei e di averne distrutti altri 38 con i bombardamenti al suolo, il tutto con la perdita di soli 16 velivoli britannici. Ci fu anche un timido tentativo di contrattacco da parte giapponese, il quale fu però rapidamente annientato dalla copertura aerea e dal fuoco antiaereo.
Il 30 gennaio, la Task Force 63 fece nuovamente il pieno di carburante dalla Task Force 69 per poi mettersi in navigazione alla volta di Fremantle, nell'Australia Occidentale, mentre la Task Force 69 fece ritorno a Trincomalee.

## Ordine di battaglia Alleato
Le navi coinvolte nell'operazione Meridian furono:
Force 63: (retroammiraglio Philip Vian): 
- Portaerei 
  - HMS Indomitable, HMS Illustrious, HMS Indefatigable e HMS Victorious
- Navi da batatglia
  - HMS King George V
- Incrociatori: 
  - HMS Argonaut, HMS Black Prince e HMS Euryalus
- Cacciatorpediniere Flotilla 25 
  - HMS Grenville, HMS Undine, HMS Ursa e HMS Undaunted
- Cacciatorpediniere Flotilla 27 
  - HMS Kempenfelt, HMS Wakeful, HMS Whirlwind, HMS Wager, HMS Whelp e HMS Wessex (dal 19 gennaio 1945)

Force 69:
- Incrociatori leggeri
  - HMS Ceylon
- Cacciatorpediniere
  - HMS Urchin
- Petroliere
  - RFA Wave King, RFA Echodale, RFA Empire Salvage